# Basketball-Bundesliga 2020-2021
La Basketball Bundesliga 2020–2021, chiamata per ragioni di sponsorizzazione easyCredit Basketball Bundesliga, è la 55ª edizione del massimo campionato tedesco.

## Regolamento

### Promozioni e retrocessioni
La stagione 2020/2021 è composta da tutte le 17 squadre della stagione precedente e dalla vincitrice della ProA, arrivando ad un totale di 18 squadre.
Squadre promosse dalla ProA
- Basketballvereinigung Chemnitz 99
- Eisbären Bremerhaven, la seconda classificata ha rinunciato alla promozione.[1]

## Squadre
| Club               | Stagione | Città             | Stadio                        | Stagione precedente                       |
| ------------------ | -------- | ----------------- | ----------------------------- | ----------------------------------------- |
| Bamberger          | dettagli | Bamberga          | Brose Arena (6.200)           | 7º posto in Bundesliga, Quarti di finale  |
| Bayreuth           | ...      | Bayreuth          | Oberfrankenhalle (4.000)      | 12º posto in Bundesliga                   |
| Alba Berlino       | dettagli | Berlino           | Mercedes-Benz Arena (14.500)  | 4º posto in Bundesliga, Campione          |
| Telekom Bonn       | ...      | Bonn              | Telekom Dome (6.000)          | 15º posto in Bundesliga                   |
| Braunschweig       | ...      | Braunschweig      | Volkswagen Halle (6.600)      | 11º posto in Bundesliga                   |
| Niners Chemnitz    | ...      | Chemnitz          | Arena Chemnitz (5.200)        | 1º posto in ProA, Campione                |
| Crailsheim Merlins | ...      | Crailsheim        | Arena Hohenlohe (3.000)       | 3º posto in Bundesliga, Gironi            |
| Skyl. Francoforte  | ...      | Francoforte       | Fraport Arena (5.000)         | 14º posto in Bundesliga, Quarti di finale |
| Gießen 46ers       | ...      | Gießen            | Sporthalle Gießen-Ost (4.003) | 13º posto in Bundesliga                   |
| BG 74 Gottinga     | ...      | Gottinga          | Sparkassen Arena (3.447)      | 9º posto in Bundesliga, Quarti di finale  |
| Amburgo Towers     | ...      | Amburgo           | Inselparkhalle (3.400)        | 17º posto in Bundesliga                   |
| R. Ludwigsburg     | ...      | Ludwigsburg       | MHP-Arena (5.300)             | 2º posto in Bundesliga, Finale            |
| Mitteldeutscher BC | ...      | Weißenfels        | Stadthalle Weißenfels (3.000) | 16º posto in Bundesliga                   |
| Bayern Monaco      | dettagli | Monaco di Baviera | Audi Dome (6.700)             | 1º posto in Bundesliga, Quarti di finale  |
| EWE Oldenburg      | ...      | Oldenburg         | Große EWE Arena (6.069)       | 5º posto in Bundesliga, Semifinale        |
| Ulma               | ...      | Ulma              | Arena Ulm (6.000)             | 10º posto in Bundesliga, Semifinale       |
| RASTA Vechta       | ...      | Vechta            | Rasta Dome (3.140)            | 6º posto in Bundesliga, Gironi            |
| s.Oliver Wurzburg  | ...      | Würzburg          | s.Oliver Arena (3.140)        | 8º posto in Bundesliga                    |

### Squadre per regione
| Numero di squadre | Regione                          | Squadra/e                                                   |
| ----------------- | -------------------------------- | ----------------------------------------------------------- |
| 4                 | Bassa Sassonia                   | Oldenburg Vechta Braunschweig BG Göttingen                  |
| 4                 | Baviera                          | Bayern Munich Brose Bamberg S.Oliver Würzburg Medi Bayreuth |
| 3                 | Baden-Württemberg                | ratiopharm Ulm MHP Riesen Ludwigsburg Crailsheim Merlins    |
| 2                 | Assia                            | Skyliners Frankfurt Gießen 46ers                            |
| 1                 | Amburgo                          | Hamburg Towers                                              |
| 1                 | Berlino                          | Alba Berlin                                                 |
| 1                 | Sassonia                         | Niners Chemnitz                                             |
| 1                 | Sassonia-Anhalt                  | Syntainics Mitteldeutscher                                  |
| 1                 | Renania Settentrionale-Vestfalia | Telekom Baskets Bonn                                        |

### Cambi di allenatore
| Squadra              | Allenatore uscente | Motivo                  | Data           | Posto in classifica | Nuovo allenatore  | Data           |
| -------------------- | ------------------ | ----------------------- | -------------- | ------------------- | ----------------- | -------------- |
| Brose Bamberg        | Roel Moors         | Esonerato               | 24 giugno 2020 | Pre-season          | Johan Roijakkers  | 1 luglio 2020  |
| BG Göttingen         | Johan Roijakkers   | Rescissione consensuale | 1 luglio 2020  | Pre-season          | Roel Moors        | 13 luglio 2020 |
| Rasta Vechta         | Pedro Calles       | Rescissione consensuale | 26 giugno 2020 | Pre-season          | Thomas Päch       | 6 luglio 2020  |
| Hamburg Towers       | Mike Taylor        | Fine contratto          | 9 giugno 2020  | Pre-season          | Pedro Calles      | 26 giugno 2020 |
| Bayern Munich        | Dejan Radonjić     | Fine contratto          | 15 luglio 2020 | Pre-season          | Andrea Trinchieri | 15 luglio 2020 |
| Telekom Baskets Bonn | Will Voigt         | Fine contratto          | 15 luglio 2020 | Pre-season          | Igor Jovović      | 15 luglio 2020 |

## Stagione regolare

### Classifica
|  | Pos. | Squadra                    | PT | G  | V  | P  | PF   | PS   | Dif  | SD  |
|  | ---- | -------------------------- | -- | -- | -- | -- | ---- | ---- | ---- | --- |
|  | 1.   | MHP Riesen Ludwigsburg     | 60 | 34 | 30 | 4  | 3027 | 2621 | +406 |     |
|  | 2.   | Alba Berlin                | 56 | 34 | 28 | 6  | 2938 | 2585 | +353 |     |
|  | 3.   | EWE Baskets Oldenburg      | 50 | 34 | 25 | 9  | 3149 | 2848 | +301 |     |
|  | 4.   | Bayern Munich              | 48 | 34 | 24 | 10 | 2940 | 2721 | +219 | +3  |
|  | 5.   | Crailsheim Merlins         | 48 | 34 | 24 | 10 | 2945 | 2797 | +148 | -3  |
|  | 6.   | ratiopharm Ulm             | 46 | 34 | 23 | 11 | 3005 | 2648 | +357 |     |
|  | 7.   | Hamburg Towers             | 42 | 34 | 21 | 13 | 2891 | 2723 | +168 |     |
|  | 8.   | Brose Bamberg              | 34 | 34 | 17 | 17 | 2871 | 2812 | +59  |     |
|  | 9.   | Löwen Braunschweig         | 32 | 34 | 16 | 18 | 2857 | 2958 | -101 |     |
|  | 10.  | Medi Bayreuth              | 30 | 34 | 15 | 19 | 2867 | 2877 | -10  |     |
|  | 11.  | Skyliners Frankfurt        | 26 | 34 | 13 | 21 | 2613 | 2815 | -202 | 2-0 |
|  | 12.  | BG Göttingen               | 26 | 34 | 13 | 21 | 2874 | 3065 | -191 | 0-2 |
|  | 13.  | Telekom Baskets Bonn       | 24 | 34 | 12 | 22 | 2798 | 2882 | -84  |     |
|  | 14.  | Niners Chemnitz            | 24 | 34 | 12 | 22 | 2691 | 2979 | -288 | +23 |
|  | 15.  | Syntainics Mitteldeutscher | 18 | 34 | 9  | 25 | 2813 | 3057 | -244 | -23 |
|  | 16.  | S.Oliver Würzburg          | 18 | 34 | 9  | 25 | 2636 | 2986 | -250 |     |
|  | 17.  | Gießen 46ers               | 16 | 34 | 8  | 26 | 2912 | 3191 | -279 |     |
|  | 18.  | Rasta Vechta               | 14 | 34 | 7  | 27 | 2718 | 2980 | -262 |     |

      Campione di Germania.
      Ammesse ai playoff scudetto.
      Retrocessa in ProA
 Ripescata
 Vincitrice del campionato
 Vincitrice della Coppa di Germania 2020
In caso di parità tra due squadre si considera la differenza canestri degli scontri diretti, in caso di scarto nullo si considera il coefficiente canestri (PF/PS). In caso di parità tra tre o più squadre si procede al calcolo della classifica avulsa, prendendo in considerazione come primo elemento il totale degli scontri diretti tra le squadre interne alla classifica avulsa, in caso di parità interna tra due squadre si prosegue con le regole per la parità tra due squadre.

### Risultati
|                 | BAM    | BAY    | BER    | BON    | BRA    | CHE    | CRA     | FRA    | GIE    | GOT    | HAM   | LUD    | MBC    | MUN    | OLD     | ULM    | VEC    | WUR    |
| --------------- | ------ | ------ | ------ | ------ | ------ | ------ | ------- | ------ | ------ | ------ | ----- | ------ | ------ | ------ | ------- | ------ | ------ | ------ |
| Bamberg         | —      | 67–73  | 76–67  | 80–66  | 89–84  | 93–86  |         | 78–62  |        |        | 64–76 |        | 95–80  | 92–93  | 78–85   | 88–74  | 104–76 | 81–66  |
| Medi Bayreuth   | 88–97  | —      | 69–71  | 83–77  | 64–77  | 85–72  | 97–78   |        | 99–110 | 80–82  |       | 70–89  | 99–81  | 78–98  | 82–91   | 93–99  | 95–79  | 87–93  |
| Alba Berlin     | 82–70  | 80–68  | —      | 97–74  | 82–87  | 83–65  | 100–62  | 79–66  | 92–82  | 89–58  | 68–75 |        | 93–82  | 85–72  | 81–89   | 93–83  | 86–70  | 99–85  |
| Bonn            | 82–86  | 76–91  | 75–80  | —      |        | 86–62  | 84–93   |        | 81–68  | 102–87 | 63–93 | 82–86  | 83–66  | 71–89  | 92–97   |        | 94–89  | 77–89  |
| Braunschweig    |        | 90–79  | 76–82  | 93–94  | —      | 93–77  | 75–108  | 80–68  | 93–85  | 91–102 | 63–74 | 71–107 | 91–104 | 79–94  | 83–111  | 94–92  | 96–78  |        |
| Chemnitz        | 85–82  | 61–83  |        | 93–92  | 87–83  | —      | 73–85   | 70–83  |        | 99–103 | 98–97 | 91–114 | 96–79  | 85–83  | 92–98   |        | 89–77  | 67–76  |
| Crailsheim      | 101–95 | 82–77  | 77–101 | 91–88  | 75–69  | 88–76  | —       | 76–64  | 102–77 | 89–77  |       | 68–58  | 77–82  | 74–79  | 94–80   | 86–84  | 98–81  | 84–94  |
| Frankfurt       | 76–86  | 104–86 | 60–94  | 84–79  | 103–98 | 76–89  | 92–84   | —      | 82–79  | 81–63  |       | 80–94  | 76–81  | 52–75  |         | 68–87  | 84–75  | 72–80  |
| Gießen 46ers    | 99–106 | 97–92  | 96–102 | 75–92  |        | 83–95  | 82–101  | 75–74  | —      | 90–92  | 78–95 | 80–89  | 93–105 | 95–94  | 82–97   | 81–106 |        | 73–74  |
| Göttingen       | 87–80  |        | 75–86  | 102–99 | 79–76  | 68–55  | 81–109  | 89–93  | 79–98  | —      | 94–96 | 81–90  | 85–93  |        | 73–89   | 74–98  | 90–102 | 96–73  |
| Hamburg         | 78–75  | 92–95  | 90–75  | 71–78  | 84–81  | 75–95  | 89–72   | 98–70  | 100–79 |        | —     | 67–73  | 105–78 | 91–86  | 80–74   | 69–73  | 92–74  | 95–83  |
| Ludwigsburg     | 83–75  | 97–92  | 78–71  |        | 81–74  | 96–60  | 97–88   | 106–69 | 99–85  | 100–73 | 86–65 | —      | 93–74  |        | 98–87   | 89–87  | 85–73  | 87–72  |
| Mitteldeutscher | 89–100 |        | 82–96  | 97–103 | 91–93  | 84–86  | 66–84   | 89–94  | 102–81 | 85–99  | 80–85 | 80–93  | —      | 84–96  |         | 92–104 | 82–72  | 85–73  |
| Bayern Munich   | 84–70  | 83–62  | 62–100 | 78–69  | 83–85  | 77–76  | 103–105 | 84–58  | 93–71  | 90–72  | 85–71 | 93–70  | 85–66  | —      | 108–102 |        | 90–78  | 97–76  |
| Oldenburg       | 100–99 | 80–73  | 86–89  | 106–87 | 101–89 | 119–73 |         | 86–69  | 93–97  |        | 89–88 | 75–89  | 87–79  | 100–95 | —       | 75–93  | 101–71 | 124–84 |
| Ulm             | 67–74  | 104–76 | 76–84  | 73–72  | 91–57  | 102–63 |         | 80–76  | 107–79 | 93–64  | 89–76 | 77–83  | 102–73 | 77–81  | 86–89   | —      | 74–73  | 88–64  |
| Rasta Vechta    | 90–82  | 89–92  |        | 69–80  | 71–80  | 82–69  | 81–98   | 72–96  | 97–84  | 79–103 | 82–88 | 66–84  |        | 78–93  | 80–82   | 92–77  | —      | 80–88  |
| Wurzburg        | 82–78  | 75–90  |        | 73–83  | 89–93  |        | 80–86   |        | 101–82 | 82–87  | 61–90 | 72–82  | 68–80  | 70–74  | 66–116  | 77–90  |        | —      |

## Playoff
Tutti i turni dei Playoff saranno al meglio delle cinque gare, la squadra posizionata meglio in classifica giocherà: Gara1, Gara3 ed un eventuale Gara5 in casa.
|  | Quarti di finale | Quarti di finale   | Quarti di finale   | Quarti di finale | Quarti di finale | Quarti di finale | Quarti di finale |  |  | Semifinali     | Semifinali     | Semifinali     | Semifinali   | Semifinali   | Semifinali | Semifinali |    |    | Finale        | Finale        | Finale        | Finale | Finale | Finale | Finale |  |
|  |                  |                    |                    |                  |                  |                  |                  |  |  |                |                |                |              |              |            |            |    |    |               |               |               |        |        |        |        |  |
|  | 1                | R. Ludwigsburg     | 83                 | 86               | 60               | 84               | 95               |  |  |                |                |                |              |              |            |            |    |    |               |               |               |        |        |        |        |  |
|  | 8                | Bamberger          | 69                 | 83               | 96               | 87               | 73               |  |  | R. Ludwigsburg | R. Ludwigsburg | R. Ludwigsburg | 101          | 72           | 78         | 73         |    |    |               |               |               |        |        |        |        |  |
|  | 4                | Bayern Monaco      | Bayern Monaco      | 86               | 83               | 82               | 86               |  |  | Bayern Monaco  | Bayern Monaco  | Bayern Monaco  | 98           | 82           | 81         | 82         |    |    |               |               |               |        |        |        |        |  |
|  | 5                | Crailsheim Merlins | Crailsheim Merlins | 66               | 79               | 96               | 72               |  |  |                |                |                |              |              |            |            |    |    | Bayern Monaco | Bayern Monaco | Bayern Monaco | 86     | 76     | 69     | 79     |  |
|  | 2                | Alba Berlino       | Alba Berlino       | Alba Berlino     | 82               | 95               | 85               |  |  |                |                | Alba Berlino   | Alba Berlino | Alba Berlino | 89         | 66         | 81 | 86 |               |               |               |        |        |        |        |  |
|  | 7                | Amburgo Towers     | Amburgo Towers     | Amburgo Towers   | 59               | 83               | 73               |  |  | Alba Berlino   | Alba Berlino   | Alba Berlino   | 71           | 92           | 80         | 77         |    |    |               |               |               |        |        |        |        |  |
|  | 3                | EWE Oldenburg      | EWE Oldenburg      | 88               | 77               | 66               | 88               |  |  | Ulma           | Ulma           | Ulma           | 73           | 78           | 72         | 75         |    |    |               |               |               |        |        |        |        |  |
|  | 6                | Ulma               | Ulma               | 93               | 75               | 70               | 96               |  |  |                |                |                |              |              |            |            |    |    |               |               |               |        |        |        |        |  |

## Squadre tedesche nelle competizioni europee
| Squadra        | Competizione     | Andamento      |
| -------------- | ---------------- | -------------- |
| Bayern Munich  | Euroleague       | Regular season |
| Alba Berlin    | Euroleague       | Regular season |
| ratiopharm Ulm | Eurocup          | Regular season |
| Brose Bamberg  | Champions League | Regular season |